# Morti nel 945
| Questa pagina contiene informazioni ricavate automaticamente dalle voci biografiche con l'ausilio del template Bio e di un bot. L'aggiornamento è periodico e automatico e ricostruisce completamente la pagina. Se manca una persona in questa lista, sei pregato di non aggiungerla, ma accertati piuttosto che la sua voce biografica contenga il template Bio e che i dati anagrafici siano correttamente compilati. Se il template Bio manca, inseriscilo tu stesso o, in alternativa, metti l'avviso {{tmp\|Bio}} che ne segnala la mancanza. Se i dati riportati sono sbagliati, correggi direttamente la voce biografica; le modifiche saranno visibili in questa lista entro pochi giorni. Per chiarimenti vedi il progetto biografie. La lista contiene solo le 9 persone che sono citate nell'enciclopedia e per le quali è stato implementato correttamente il template Bio. Pagina aggiornata al 18 ago 2025. |

- 13 luglio - Herluin de Montreuil, conte franco
- 29 ottobre - Restaldo, vescovo italiano
- Guglielmo II d'Angoulême, conte
- Igor' di Kiev, principe russo (n. 877)
- Ki no Tsurayuki, poeta e scrittore giapponese (n. 872)
- Krešimir I di Croazia, sovrano croato
- Mistyša, ucraino
- Rotruda di Pavia, nobile italiana
- Abu Muhammad al-Hasan al-Hamdani, geografo e astronomo arabo (n. 893)